# Comuna de Nowe Skalmierzyce
Nowe Skalmierzyce (polaco: Gmina Nowe Skalmierzyce) é uma gminy (comuna) na Polónia, na voivodia de Grande Polónia e no condado de Ostrowski. A sede do condado é a cidade de Skalmierzyce.
De acordo com os censos de 2004, a comuna tem 15 176 habitantes, com uma densidade 120,8 hab/km².

## Área
Estende-se por uma área de 125,67 km², incluindo:
- área agricola: 90%
- área florestal: 3%

## Demografia
Dados de 30 de Junho 2004:
|                      | Total   | Total | Mulheres | Mulheres | Homens  | Homens |
| -------------------- | ------- | ----- | -------- | -------- | ------- | ------ |
|                      | pessoas | %     | pessoas  | %        | pessoas | %      |
| População            | 15 176  | 100   | 7734     | 51       | 7442    | 49     |
| Densidade (pop./km²) | 120,8   | 100   | 61,5     | 61,5     | 59,2    | 59,2   |

De acordo com dados de 2002, o rendimento médio per capita ascendia a 1231,7 zł.

## Comunas vizinhas
- Godziesze Wielkie, Gołuchów, Kalisz, Ostrów Wielkopolski, Sieroszewice